# Rhoptria esteparentis
Rhoptria esteparentis là một loài bướm đêm trong họ Geometridae.